# Koh Kong (provincie)
Koh Kong is een provincie (khett) in het zuidwesten van Cambodja, de hoofdstad is Koh Kong.

## Aardrijkskunde
Koh Kong, de meest zuidwestelijke provincie van Cambodja, heeft een lange onontwikkelde kustlijn en een bergachtig, bebost en grotendeels ontoegankelijk binnenland met een deel van het Cardamom-gebergte, het grootste nationale park van Cambodja (Botum Sakor National Park) en een deel van het Kirirom National Park.

## Geschiedenis
Van 1795 tot 1904 stond het gebied onder de Siamese administratie met de lokale naam "Koh Kong". Tijdens het bewind van koning Mongkut werd de naam Patchan Khiri Khet aan de stad gegeven omdat het gebied op dezelfde breedtegraad valt als een andere stad van Prachuap Khiri Khan waarvan ook de naam in hetzelfde jaar werd veranderd. In 1904 werden de regio en de stad Trat afgestaan aan Frans Indochina in ruil voor de evacuatie van Franse troepen uit Chanthaburi. In 1907 werd Trat teruggegeven aan Siam in ruil voor de Siamese provincie Binnen-Cambodja, terwijl Koh Kong een deel bleef van Frans Cambodja. Na de bevrijding van Cambodja van de Rode Khmer in 1979 was de provincie Koh Kong vrij onderbevolkt. Nadat de nationale overheid mensen had aangemoedigd om in Koh Kong te gaan wonen, is er een netto toestroom van mensen. Geschat wordt dat het gemiddelde jaarlijkse groeipercentage in Koh Kong 16% is, wat de mangrovebronnen in de provincie onder druk heeft gezet. De steden van Koh Kong hebben zich snel ontwikkeld, gedeeltelijk als reactie op marktdruk vanuit Thailand en door immigratie uit andere delen van Cambodja.